# František Mika
Profesor František Mika (16. října 1923 Praha – 29. ledna 2013 Sedlčany) byl český grafik, pedagog a skaut.

## Životopis
Vyrostl v pražských Košířích, po maturitě na smíchovské reálce rok pracoval u protektorátní pošty. Od ledna 1944 byl totálně nasazen v bombardovaném Berlíně. Po návratu se pod vlivem zážitků z válečného území okamžitě pustil do šíření myšlenky skautingu v Československu. Po skončení války obdržel za tuto svou činnost Řád svatého Václava. Po válce také vystudoval výtvarnou výchovu a deskriptivu na Pedagogické fakultě Univerzity Karlovy.
Od roku 1963 byl členem Svazu výtvarných umělců, působil jako grafik na volné noze a věnoval se převážně užité grafice.
Od roku 1970 se ve volném čase věnoval kreslení kapliček v Českém Meránu – rodném kraji svých rodičů. Tam se také z Prahy po roce 1989 přestěhoval na penzi, a to konkrétně do středočeského dvojměstí Sedlec-Prčice, kde uprostřed 90. let založil skautské středisko a pod svou skautskou přezdívkou Dian se stal jeho vůdcem. Vytvořil publikaci První putování za kapličkami Českého Meránu, vydanou městem Sedlec-Prčice v roce 1995. Naplno se zapojil i do vlastivědného a kulturního života v regionu – za což v roce 2002 obdržel ocenění Blanický rytíř za celoživotní dílo.
Téměř až do své smrti se věnoval také přípravě mladých talentů na přijímací zkoušky na výtvarné školy.

## Dílo
- První putování za kapličkami Českého Meránu (1995)[1][2]